# Cartan–Brauer–Hua-tétel
A Cartan–Brauer–Hua-tétel az algebra egy tétele, ami ferdetestek bizonyos részferdetesteit írja le.

## Állítás
Legyen D egy ferdetest, és legyen E egy olyan részferdetest, amit D minden belső automorfizmusa megőriz, azaz minden {\displaystyle d\in D} és {\displaystyle e\in E} esetén {\displaystyle ded^{-1}\in E}. Ekkor E vagy megegyezik D-vel, vagy részteste a D centrumának.
Az állítás megfordítása triviális: minden belső automorfizmus megőrzi D-t és minden centrális résztestét.
A bizonyítás elemi: a ferdetest definícióján túl csak kommutátorrelációkra van szükség.